# Zachary Macaulay
Zachary Macaulay (Inveraray, 1768 – Londra, 1838) è stato un politico inglese.
Abolizionista, fece parte della compagnia Sierra Leone e dal 1792 governò una colonia di schiavi liberati in Africa. Dopo aver lasciato la colonia (1799) continuò la sua filantropica attività a Londra.